# ASIO
ASIO（Audio stream input output），音頻設備驅動程序的一種。

## 概要
ASIO是由德國Steinberg公司所提出的音頻流輸入輸出應用程序，為音頻API標準之一。現今販售的高級音效卡多具備此一規格，亦有支援Windows和Mac OS的驅動，已成為業界大多採用的標準。與Mac OS X的Core Audio是同等級的技術。另外Linux方面，也具備低延遲內核。
Windows和Mac OS皆擁有支援ASIO的驅動程式。ASIO可實現低延遲、高同步、高吞吐率。其開發目的是為了改善過去OS所搭載的驅動無法進行多通道傳輸，而提出的改善方案。ASIO可依照機器所能處理的情況下進行多通道、採樣率、位元資料處理。

### 低延遲
Windows自有的MME驅動程式其延遲時間為200~500毫秒，DirectSound為50~100毫秒，Mac OS的Sound Manager則為20~50毫秒，使用ASIO的情況下，緩衝器依照設定的不同可至10毫秒以下，也有因環境較佳而到1毫秒以下的情況產生。因此，在錄音作業與音樂製作上，可達到即時處理的效果。

### 多軌、多通道
ASIO可同時處理多通道音頻流，進行多軌傳輸。

## ASIO 2.0
ASIO 1.0的後繼規格。最大的不同點為，支援輸入訊號在合適的音效硬體中直接監聽，達到零延遲的效果。

## ASIO 2.1
由於SONY的影響，增加DSD對應，除此之外沒有其他的變更。

## ASIO 2.2
增加Windows 64bit Support。

## 開發
Steinberg提供免費的SDK，包含用於開發宿主和驅動程序的原始碼。但根據其授權許可協議的限制，用戶不能對原始碼進行二次分發。

## 於音樂播放的應用
於電腦音源，早期AC'97規範（Intel制訂AC'97規範規定晶片處理音效時要以48KHz取樣）及部分音效卡設計上的缺陷（硬體做即時的取樣頻率轉換，受限於成本，轉換品質差），導致音頻輸出會強制SRC為48kHz。在當時Windows NT 5.x環境下，也由於使用者想規避Kmixer（Kmixer本身不會主動取樣頻率轉換，除非在同時播放不同取樣頻率音效的情況下），進而使用PPHS（or SSRC），而ASIO的使用也是其中一種手段（Kernel Streaming亦同）。但這方法並非能套用在所有環境與硬體上，亦有無法規避的情形存在。

### 音質上的差異？
在Windows NT 5.x環境下，有部分使用者套用ASIO設定之後，得到音質提升的結論。這是因為，ASIO避開Windows NT 5.x Kmixer的音量、音頻控制，所以不會受到原先音量設定的影響，而得到音量0dB的音頻輸出。許多使用者不會特意去調整音效主控台的音量設定，所以當音量0dB化之後，聲音變得更大聲（音量的差異），便往往產生「音質獲得提升」的主觀聽感。事實上在其它的API（DirectSound、waveOut），只要將主音量、Wave（或設備相關設定）拉桿拉至最高（或音效驅動程式定義的0dB位置），音質與ASIO是完全沒有差別的。

## 關連項目
- MME
- DirectSound
- Sound Manager
- Core Audio
- VST

## 外部連結
- Steinberg Developers（页面存档备份，存于） - Steinberg免費SDK發布網頁，可直接下載到ASIO、VST等SDK的原始碼與授權協議。
- ASIO SDK - Steinberg ASIO SDK直接下載鏈接。